# Кирнасовка
Ки́рнасовка (укр. Ки́рнасівка) — посёлок в Тульчинском районе Винницкой области Украины.

## История
В начале XIX века в селе Кирнасовка встречались декабристы из Южного общества декабристов. Также, именно здесь ("на краю села, под берегом придорожной канавы") была спрятана рукопись "Русской правды" П. И. Пестеля.
В 1895 году Кирнасовка была селом Брацлавского уезда Подольской губернии Российской империи, в котором насчитывалось 600 дворов и 3258 жителей. Здесь действовали пять мельниц, винокуренный завод, гранитная каменоломня, школа и несколько торговых лавок.
В ходе Великой Отечественной войны в 1941—1944 гг. селение было оккупировано немецкими войсками.
В 1972 году здесь действовали сахарный комбинат, завод железобетонных изделий и краеведческий музей.
В январе 1989 года численность населения составляла 5915 человек.
В мае 1995 года Кабинет министров Украины утвердил решение о приватизации находившихся здесь сахарного завода и ПМК-28, в июле 1995 года было утверждено решение о приватизации завода железобетонных изделий.
По состоянию на 1 января 2013 года численность населения составляла 5283 человека.

## Современное состояние
В посёлке имеются птицефабрика, больница, 1 средняя школа 1—3 ступени, 1 школа 1—2 ступени, 2 детских сада, а также раньше был единственный на Украине сахарный завод, способный перерабатывать сахарный тростник. После рейдерского захвата был разобран та разрушен.
Также в Кирнасовке есть деревянная Свято-Успенская церковь 18 века и храм Тихвинской иконы Божьей Матери (Архистратига Михаила). С момента открытия прихода весной 2011 года община Михайловской церкви собиралась на богослужения в здании пекарни, а с 10 апреля 2012 года перешла в новое здание, специально приобретённое под храм.

## Транспорт
Железнодорожная станция на линии Вапнярка — Зятковцы. Имеется железнодорожное пассажирское с Уманью и Одессой, а также пригородное с Вапняркой и Уманью.
Также есть автобусное сообщение с областным и районным центром.